# Olympische Winterspiele 2014/Shorttrack – 500 m (Männer)
Der Wettkampf über 500 m Shorttrack der Männer bei den Olympischen Winterspielen 2014 wurde am 18. und 21. Februar 2014 im Eisberg-Eislaufpalast ausgetragen.
Olympiasieger wurde der Russe Wiktor Ahn, der zuvor in Turin 2006 bereits mehrere olympischen Medaillen für Südkorea gewonnen hatte, vor dem Chinesen Wu Dajing und Charle Cournoyer aus Kanada.

## Rekorde

### Bestehende Rekorde
| Weltrekord         | John Celski     | 39,937 s | Calgary   | 21. Oktober 2012 |
| Olympischer Rekord | Charles Hamelin | 40,770 s | Vancouver | 26. Februar 2010 |

## Ergebnisse
Q – Qualifikation für die nächste Runde
ADV – Advanced
DSQ – Disqualifikation

### Vorläufe
| Rang | Lauf | Athlet                   | Land               | Zeit (s) | Anmerkungen |
| ---- | ---- | ------------------------ | ------------------ | -------- | ----------- |
| 1    | 1    | Park Se-yeong            | Südkorea           | 41,566   | Q           |
| 2    | 1    | Satoshi Sakashita        | Japan              | 41,629   | Q           |
| 3    | 1    | Vladislav Bykanov        | Israel             | 41,769   |             |
| 4    | 1    | Pierre Boda              | Australien         | 42,702   |             |
| 1    | 2    | Charle Cournoyer         | Kanada             | 41,180   | Q           |
| 2    | 2    | Freek van der Wart       | Niederlande        | 41,190   | Q           |
| 3    | 2    | Shaolin Sándor Liu       | Ungarn             | 41,683   |             |
| 4    | 2    | Anthony Lobello          | Italien            | 42,133   |             |
| 1    | 3    | Liang Wenhao             | China              | 41,647   | Q           |
| 2    | 3    | Lee Han-bin              | Südkorea           | 41,982   | Q           |
| 3    | 3    | Yuri Confortola          | Italien            | 42,042   |             |
| 4    | 3    | Eduardo Alvarez          | Vereinigte Staaten | 75,108   |             |
| 1    | 4    | Han Tianyu               | China              | 41,592   | Q           |
| 2    | 4    | Wladimir Grigorjew       | Russland           | 41,883   | Q           |
| 3    | 4    | Sébastien Lepape         | Frankreich         | 42,167   |             |
| 4    | 4    | Jack Whelbourne          | Großbritannien     | 42,513   |             |
| 1    | 5    | Wiktor Ahn               | Russland           | 41,450   | Q           |
| 2    | 5    | Jon Eley                 | Großbritannien     | 41,554   | Q           |
| 3    | 5    | Aidar Beqschanow         | Kasachstan         | 41,800   |             |
| 4    | 5    | Jordan Malone            | Vereinigte Staaten | 42,533   |             |
| 1    | 6    | Wu Dajing                | China              | 41,712   | Q           |
| 2    | 6    | Viktor Knoch             | Ungarn             | 42,261   | Q           |
| 3    | 6    | Niels Kerstholt          | Niederlande        | 42,441   |             |
| 4    | 6    | Nurbergen Schumaghasijew | Kasachstan         | 42,680   |             |
| 1    | 7    | Olivier Jean             | Kanada             | 41,616   | Q           |
| 2    | 7    | John Celski              | Vereinigte Staaten | 41,717   | Q           |
| 3    | 7    | Mackenzie Blackburn      | Chinesisch Taipeh  | 42,337   |             |
| 4    | 7    | Thibaut Fauconnet        | Frankreich         | 42,368   |             |
| 1    | 8    | Sjinkie Knegt            | Niederlande        | 41,235   | Q           |
| 2    | 8    | Semjon Jelistratow       | Russland           | 41,355   | Q           |
| 3    | 8    | Robert Seifert           | Deutschland        | 41,624   |             |
| 4    | 8    | Charles Hamelin          | Kanada             | 78,871   |             |

### Viertelfinale
| Rang | Lauf | Athlet             | Land               | Zeit (s) | Anmerkungen |
| ---- | ---- | ------------------ | ------------------ | -------- | ----------- |
| 1    | 1    | Sjinkie Knegt      | Niederlande        | 41,683   | Q           |
| 2    | 1    | Liang Wenhao       | China              | 41,817   | Q           |
| 3    | 1    | Viktor Knoch       | Ungarn             | 42,043   |             |
| 4    | 1    | Semjon Jelistratow | Russland           | —        | DSQ         |
| 1    | 2    | Han Tianyu         | China              | 41,390   | Q           |
| 2    | 2    | John Celski        | Vereinigte Staaten | 53,178   | Q           |
| 3    | 2    | Satoshi Sakashita  | Japan              | 59,249   | ADV         |
| 4    | 2    | Park Se-yeong      | Südkorea           | —        | DSQ         |
| 1    | 3    | Wu Dajing          | China              | 41,056   | Q           |
| 2    | 3    | Charle Cournoyer   | Kanada             | 41,060   | Q           |
| 3    | 3    | Freek van der Wart | Niederlande        | 61,371   |             |
| 4    | 3    | Wladimir Grigorjew | Russland           | —        | DSQ         |
| 1    | 4    | Wiktor Ahn         | Russland           | 41,257   | Q           |
| 2    | 4    | Jon Eley           | Großbritannien     | 41,337   | Q           |
| 3    | 4    | Lee Han-bin        | Südkorea           | 41,471   |             |
| 4    | 4    | Olivier Jean       | Kanada             | 41,760   |             |

### Halbfinale
QA – Qualifikation für das A-Finale
QB – Qualifikation für das B-Finale
| Rang | Lauf | Athlet            | Land               | Zeit (s) | Anmerkungen |
| ---- | ---- | ----------------- | ------------------ | -------- | ----------- |
| 1    | 1    | Wu Dajing         | China              | 40,846   | QA          |
| 2    | 1    | Charle Cournoyer  | Kanada             | 40,945   | QA          |
| 3    | 1    | Han Tianyu        | China              | 41,151   | QB          |
| 4    | 1    | John Celski       | Vereinigte Staaten | 41,152   | QB          |
| 5    | 1    | Satoshi Sakashita | Japan              | 41,661   |             |
| 1    | 2    | Wiktor Ahn        | Russland           | 41,063   | QA          |
| 2    | 2    | Liang Wenhao      | China              | 41,221   | QA          |
| 3    | 2    | Sjinkie Knegt     | Niederlande        | 41,290   | QB          |
| 4    | 2    | Jon Eley          | Großbritannien     | 41,441   | QB          |

### B-Finale
| Rang | Athlet        | Land               | Zeit (s) | Anmerkungen |
| ---- | ------------- | ------------------ | -------- | ----------- |
| 5    | Han Tianyu    | China              | 41,534   |             |
| 6    | John Celski   | Vereinigte Staaten | 41,786   |             |
| 7    | Jon Eley      | Großbritannien     | 41,870   |             |
| 8    | Sjinkie Knegt | Niederlande        | 42,608   |             |

### A-Finale
| Rang | Athlet           | Land     | Zeit (s) | Anmerkungen |
| ---- | ---------------- | -------- | -------- | ----------- |
| 1    | Wiktor Ahn       | Russland | 41,312   |             |
| 2    | Wu Dajing        | China    | 41,516   |             |
| 3    | Charle Cournoyer | Kanada   | 41,617   |             |
| 4    | Liang Wenhao     | China    | 73,590   |             |